# تشارلي باتينو
تشارلي مايكل باتينو (بالغاليكية: Patiño; وُلد في 17 أكتوبر 2003) هو لاعب كرة القدم إنجليزي يلعب كلاعب خط وسط لنادي سوانزي سيتي في بطولة الدوري الإنجليزي لكرة القدمEFL Championship، وهو معار من نادي أرسنال في الدوري الإنجليزي الممتاز Premier League.

## مسيرة في الاندية

### بداية مسيرته
ولد في واتفورد، بدأ باتينو مسيرته الكروية في نادي سانت ألبانز سيتي، قبل أن ينضم إلى نادي لوتون تاون في سن السابعة. في سن الحادية عشرة، وقع باتينو مع نادي أرسنال في عام 2015 مقابل مبلغ قدره 10,000 جنيه إسترليني.

### أرسنال
```
صعد باتينو بسرعة في صفوف أرسنال، حيث شارك في فريق الشباب تحت 18 عامًا عندما كان عمره 14 عامًا فقط.
[
6
]
 يُنظر إليه كواحد من أكثر لاعبي الشباب الواعدين في أرسنال، حيث وصفه رئيس الكشافة في أرسنال، شون أوكونور، بأنه "أفضل لاعب مر عبر أبواب هيل إند على الإطلاق"، كما وصفه كشاف أرسنال بريان ستابلتون بأنه "أفضل طفل رأيته في حياتي".
[
7
]
[
8
]
 وقع على أول عقد احترافي له مع نادي أرسنال في أكتوبر 2020.
[
9
]
في نفس الشهر، تم تضمينه في صحيفة الغارديان في قائمة "الجيل القادم" لعام 2020، كأحد أفضل اللاعبين الشباب الناشئين من أكاديميات أندية 
الدوري الإنجليزي الممتاز
.
[
10
]
 في يوم 21 ديسمبر، شارك باتينو لأول مرة مع  أرسنال في الفريق الأول فاز الفريق  5-1 في ربع نهائي 
كأس رابطة الأندية الإنجليزية المحترفة
 ضد 
نادي سندرلاند
، سجل الهدف الأخير في المباراة في نهاية الشوط الثاني، بعد وقت قصير من دخوله كبديل لزميله في الأكاديمية 
إيميل سميث رووي
.
[
11
]
 في 9 يناير 2022، كان باتينو من بين التشكيلة الأساسية للفريق في مباراة خسر فريقه1-0 في الدور الثالث من كأس الاتحاد الإنجليزي أمام 
نادي نوتينغهام فورست
.
[
12
]
```

### إعارة إلى بلاكبول
في 3 أغسطس 2022، وقع باتينو على سبيل الإعارة لبلاكبول طوال مدة موسم 2022–23. ظهر لأول مرة في 6 أغسطس في مباراة ضد نادي ستوك سيتي، ليحل محل لويس فيوريني في الشوط الثاني. بعد ثلاثة أيام، شارك لأول مرة في مباراته الأولى على أرضه ضد فريق بارو في الجولة الأولى من كأس الرابطة الإنجليزية. سجل باتينو هدفه الأول مع  بلاكبول في 17 سبتمبر عقب هزيمتهم 2-1 أمام ميلوول. كما سجل هدفًا وصنع هدفًا لجيري ييتس عقب الفوز بنتيجة 4-2 على منافسي ويست لانكشاير بريستون نورث إند في ملعب بلومفيلد رود.
 إعارة إلى سوانزي سيتي
في 11 أغسطس 2023، أعلن سوانزي سيتي عن تعاقده مع باتينو على سبيل الإعارة لمدة موسم. شارك لأول مرة في تشكيلة الفريق في اليوم التالي حيث خسر الفريق 3-2 أمام ويست بروميتش ألبيون، دخل كبديل عن هاريسون أشبي وصنع هدفًا لهاري دارلينج. بعد أسبوع، خاض مباراته الأولى كأساسي وأول ظهور له على أرضه ضد كوفنتري سيتي.
سجل هدفه الأول للنادي عقب فوز الفريق بنتيجة 3-0 على شيفيلد وينزداي في 23 سبتمبر.

### ديبورتيفو لاكورونيا
في 26 أغسطس 2024،أعلن نادي ديبورتيفو لاكورونيا تعاقده مع باتينو بعقد يمتد لأربع سنوات.

## مسيرته الدولية
باتينو مثّل إنجلترا في فئات تحت 15، تحت 16 وتحت 17 عامًا. لا يزال مؤهلاً لتمثيل منتخب إسبانيا من خلال والده الذي يحمل جواز سفر إسباني، ويُقال إن الاتحاد الإسباني لكرة القدم  قام بمحاولات لإقناعه بتغيير ولائه. في 9 أكتوبر 2021، ظهر باتينو لأول مرة مع منتخب إنجلترا تحت 19 عامًا عقب فوزهم بنتيجه 3-1 على المكسيك في ماربيا. في 21 سبتمبر 2022، شارك باتينو في أول مباراة له مع منتخب إنجلترا تحت 20 عامًا كبديل عقب فوزهم بنتيجة 3-0 على تشيلي في ملعب بيناتار أرينا. في 11 سبتمبر 2023، شارك باتينو لأول مرة مع منتخب إنجلترا تحت 21 عامًا كبديل عقب فوزهم بنتيجة 3-0 في التصفيات المؤهلة لبطولة أوروبا تحت 21 عامًا 2025 خارج أرضهم على لوكسمبورغ.

## أسلوب اللعب
لاعب وسط متمكن من التحكم بالكرة، صرّح باتينو أن لاعبي أرسنال السابقين سانتي كازورلا وسيسك فابريغاس كان لهما تأثير كبير على أسلوب لعبه. خلال مسيرته في فرق الناشئين، لُقب بـ«فرينكي دي يونغ القادم» من قبل الجماهير، إذ اعتُبر أسلوب لعبه قريبًا بشكل ملحوظ من لاعب وسط أياكس السابق.

## الإعلام
شارك باتينو في سلسلة الأفلام الوثائقية الرياضية الأصلية من أمازون "كل شيء أو لا شيء: أرسنال"، التي وثقت النادي من خلال متابعة الجهاز الفني واللاعبين خلف الكواليس، سواء داخل الملعب أو خارجه، طوال موسم 2021–22.
ظهر باتينو أيضًا في الموسم الأول من سلسلة الأفلام الوثائقية "داخل هيل إند"، التي وثقت نظام أكاديمية أرسنال وقدمت نظرة حصرية على مجمع هيل إند، متضمنة مقابلات مع اللاعبين والجهاز الفني.